# Universitatea Federală din Goiás
Universitatea Federală din Goiás (în portugheză Universidade Federal de Goiás, acronim UFG) este o universitate cu finanțare publică situată în statul brazilian Goiás, cu sediul în Goiânia și cu campusuri în Catalão, orașul Goiás și Jataí.
Fondată la 14 decembrie 1960, după fuziunea colegiilor existente anterior, UFG este singura instituție de învățământ superior finanțată de stat din Goiás, cea mai bogată și mai populată din regiunea Central-Vestică a Braziliei. Activitățile universității implică 28.899 de studenți în 150 de cursuri de licență.
Potrivit Institutului Național de Studii și Cercetări în Educație, al Ministerului Educației, UFG este a doua cea mai bună universitate din Regiunea Centru-Vestică, după Universitatea din Brasília.
Universitatea administrează rezervația biologică profesor José Ângelo Rizzo de 144 hectare, o unitate de conservare strict protejată creată în 1969 în Mossâmedes. 